# 종교신학
종교신학(Theology of Religions; Theologie der Religionen)은 1960년 대부터 시작된 가톨릭 신학과 개신교 신학의 한 주요한 흐름이다. 

## 의미
기존의 신학체계가 기독교 외의 다른 종교들에 대해 무관심하든지, 아니면 기독교 신학적인 입장에서 판단하기에 급급했던 것과는 달리, 종교신학은 기독교와 세계종교들 간의 대화와 협력이 요청되는 현실적 요구에 귀기울이면서 종교 간의 공존과 상생에 기여할 수 있는 기독교 신학의 새로운 방향을 정위하는 작업이라 할 수 있다. 물론 광의적 의미에서는 종교들에 대한 신학적 입장과 판단 모두를 종교신학으로 볼 수 있다. 따라서 종교신학을 종교다원주의와 혼용하는 것은 잘못이다. 

## 종교신학에 대한 입장들

### 배타주의
구원과 진리가 오직 하나의 종교에만 국한된다.주로 기독교 근본주의에서 배타주의를 주장한다.

### 포괄주의 혹은 수용주의
구원과 진리를 하나 이상의 종교가 공유하지만, 오직 하나의 종교에만 구원과 진리가 온전하고 충만한 형태로 있다. 제2차 바티칸 공의회 이후 로마 가톨릭교회와 "익명의 그리스도인"을 주장한 칼 라너의 종교신학이 여기에 해당한다.

### 다원주의
구원과 진리가 하나 이상의 종교에 존재한다. 비록 종교들 간의 차등이 있다고는 하지만, 어느 종교도 온전하고 충만한 형태의 구원과 진리를 배타적으로 보유하고 있지는 않다.
비록 위의 종교신학적 삼분법이 널리 통용되고 있기는 하지만, 경우에 따라서는 다소 모호하게 이런 개념들을 적용하고 있다. 또 다원주의에 대해 "모든 종교에 구원이 있다"는 식으로 이해하는 것은 '불행한 오해'라고 할 수 있다. 또한 다원주의 내에서도 다양한 입장적 차이와 방법론적 차이가 있다는 점을 염두에 둔다면, 위의 삼분법이 '포괄적이고 완전한' 입장구분은 아니라는 점을 기억할 필요가 있다.

### 기독교의 종교 신학적 성격
전통적으로 기독교 신앙은 "오직 예수 그리스도"에게 구원이 있다는 입장이다. 개신교는 이러한 입장을 보인다는 점에서는 배타주의적이지만, 하느님의 은혜, 진리, 구원의 빛은 시대와 장소의 구분을 넘어 포괄적으로 비춰진다고 가르친다는 점에서는 포괄주의적이다. 가톨릭은 "교회 밖에는 구원이 없다"는 격언으로 대표되는 가톨릭 교회만이 온전한 형태의 구원을 갖고 있다고 가르치는 점에서는 배타주의적이나, 교회 밖에도 불완전한 형태의 진리지만 구원에 이르는 데에는 충분한 진리가 존재한다고 본다는 점에서는 포괄주의적이다. 따라서 개신교와 가톨릭은 배타주의적인 특성과 동시에 포괄주의적인 입장도 가지고 있다. 그리고 이러한 구원과 진리가 다양한 형태로 우리에게는 나타날 수밖에 없다는 점에서 다원적이다. 이처럼 전통적인 기독교 신앙의 입장들 안에서도 이미 배타적이며 포괄적이고 다원적인 견해가 함께 공유하고 있다고 할 수 있다.

## 같이 보기
- 신권 정치
- 종교철학